# Чайкур Різеспор
«Чайкур Різеспор» (тур. Çaykur Rizespor) — турецький футбольний клуб з міста Ризе, заснований 1953 року. Виступає у турецькій Суперлізі. Домашні матчі приймає на стадіоні «Єні Різе Шехір», місткістю 15 558 глядачів.
З 1990 року титульним спонсором клубу є чайна компанія «Çaykur». Відтоді до назви клубу додано ім'я спонсора, а на логотипі розміщено зображення чайного листа.